# Кобець Ольга Семенівна
Ко́бець О́льга Семе́нівна — шеф-редактор з 05.1999 року журналу «Жіночий світ»; голова Всеукраїнське жіноче товариство імені Олени Теліги з 1994 року; заступник голови Національна рада жінок України з 03.1999 року; член Проводу ОУН 1994—2013 роки; член президії Центральної ради УНП «Собор» (тепер Республіканська платформа) з 12.1999 року. Народний депутат України 4-го скликання.

## Біографія
Народилася 2 березня 1948 року в с. Підгородне, Бродівського району, Львівської області (нині — частина м. Броди).
Сім'я: батько Кобець Семен Олексійович (1897—1987); мати Лідія Іванівна (1906—1986); чоловік Марусик Василь Андрійович (1941—2021) — журналіст, дочка Ярослава (1979); син Богдан (1982).

## Освіта
Київський університет імені Тараса Шевченка, факультет журналістики (1968—1972), «Журналістика».
- З 01.1972 року — літературний працівник газети «Молодь України».
- З 04.1977 року — старший редактор Українського телебачення Держтелерадіокомітету УРСР.
- З 06.1981 року — кореспондент літературного відділу газети «Вечірній Київ».
- З 11.1989 року — редактор відділу журналу «Пам'ятки України».
- З 02.1992 року — завідувач відділу міжнародного життя газети «Українське слово».
- З 2000 року — шеф-редактор журналу «Жіночий світ».
- Організатор Міжнародної літературно-мистецької премії імені Олени Теліги (2000 – 2010 роки).
- Ініціатор спорудження пам’ятників Героям Крутів В. Наумовичу і В. Шульгину — в Київському державному Лук’янівському історико-меморіальному заповіднику (2007 рік),  а також Олені Телізі — у Бабиному Яру в Києві (2017 рік).
- Багаторічний член Президії Української Всесвітньої Координаційної Ради, з 2011 року – заступниця Голови УВКР.

Член Національної спілки журналістів України з 1977 року. Одна із засновниць сучасного жіночого руху в Незалежній Україні, одна з організаторів Першого (05.1998)та Другого 05,2000) Всеукраїнських Конгресів жінок, де очолювала секцію «Паритетна демократія в Україні: сучасний стан і перспективи розвитку». Ініціатор переговорів зі створення Національної ради жінок України (1996—1999), довголітня заступниця Голови Національної Ради Жінок України з 1999 року.
Засновниця і довголітня голова Всеукраїнського жіночого товариства імені Олени Теліги (1993), з 2006 року — Почесна голова Всеукраїнського жіночого товариства імені Олени Теліги, учасниця міжнародного жіночого руху, зокрема організатор Міжнародних жіночих конференцій «Самодопомога жіночих організацій» (04.1995), «Український жіночий рух і процеси державотворення» (2000), «Європейський Союз і НАТО-випробування для України» (2002).
Організатор трьох всеукраїнських науково-практичних конференцій, присвячених Олені Телізі: «Олена Теліга: громадське і державне покликання жінки» (09.1997), «На сторожі цілості, щастя і могутності більшої родини- нації» (09.2006), «Олена Теліга: за спільноту в нації і за братерство в народі»(10.2016) з виданням збірників матеріалів відповідних конференцій. Ініціювала Указ Президента України
про відзначення 100-річчя від дня народження Олени Теліги (2006), в якому, зокрема, Київську міську держадміністрацію зобов'язувалося побудувати пам'ятник Олені Телізі та її соратникам. Пам'ятник споруджено у Бабиному Яру 2017 року.
Брала участь у кількох конгресах СФУЖО (Канада, Торонто, Київ, Львів, Пряшів), у IV Всесвітній конференції зі становища жінок (Китай, Пекін, 1995), у підготовці Національної доповіді зі становища жінок в Україні до цієї конференції, у Міжнародній конференції (від України) під егідою ООН «Жінка у попередженні конфліктів» (Азербайджан, Баку, 1998), .Виступала на багатьох Парламентських слуханнях, зокрема, щодо виконання Україною Конвенції з ліквідації всіх форм дискримінації щодо жінок, з питань гендерної рівності, дотримання прав жінок в Україні, з питань співпраці України з діаспорою та ін.
Народний депутат України 4-го скликання.. Входила у фракцію Блоку Юлії Тимошенко; з 13 грудня 2005 року — у фракції Народного Руху України. Голова підкомітету з питань гендерної політики Комітету Верховної Ради України з питань прав людини, національних меншин і міжнаціональних відносин.
Володіє англійською мовою.
Спеціалізація — міжнародна політика, організований жіночий рух.